# Furio Almirante
Furio Almirante es una historieta italiana de aventuras creada por Carlo Cossio en 1940.

## Trayectoria editorial
Debutó en 1940 en la publicación L'Audace de la editorial Vecchi, convirtiéndose en su puntal. Posteriormente, cuando L'Audace fue adquirida por Gian Luigi Bonelli, éste retomó el personaje de Furio, escribiendo nuevas historias que fueron editadas en series diferentes hasta 1965.
Desde septiembre de 1945 hasta junio de 1948, la serie Audace reeditó en los primeros 43 números historias ya publicadas en L'Audace en 1940/41, para luego proseguir con aventuras inéditas. Desde el número 68, el nombre de la colección cambió a Furio Mascherato. A Carlo Cossio se sumaron otros dibujantes, como su hermano Vittorio, Dino Attanasio, Franco Donatelli, Lina Buffolente, Enrico Bagnoli y Mario Faustinelli.
Entre julio de 1948 y marzo de 1949, fueron publicados 36 álbumes de periodicidad semanal, alternando historias antiguas y episodios inéditos, escritos por Gian Luigi Bonelli y dibujados por Franco Bignotti. El último de ellos, "I contrabbandieri d'armi", fue editado en el anexo de la serie Mani in alto!.
Desde diciembre de 1950 a febrero de 1951, fueron editados 3 álbumes de 128 páginas cada uno, donde se reeditaron los primeros 43 números de la serie ya publicada en la colección Audace (1945), con portadas inéditas de Aurelio Galleppini (Audace - Album Gigante).
Después de 13 años, en julio de 1964, el personaje fue retomado y se estrenó la Collana Araldo (o sencillamente Furio), compuesta por 40 números con nuevas aventuras escritas por Gian Luigi Bonelli y dibujadas por Franco Bignotti. La colección fue cesada en octubre de 1965 y en abril de 1966 empezaron las publicaciones de la Nuova Collana Araldo, con otros personajes.

## Argumento
El protagonista de la historieta está inspirado en Dick Fulmine, personaje creado por Vincenzo Baggioli a los guiones y el mismo Carlo Cossio a los dibujos. Furio Almirante es un púgil italiano, fuerte y musculoso, con una abundante cabellera castaña, que emigra hacia 1920 a Estados Unidos, donde adquiere una granja en una región boscosa de Misuri. Tras recibir una carta procedente de Milán, se ve obligado a viajar por el mundo (sus primeras historias se desarrollan en América del Sur), viviendo muchas aventuras junto a un gorila de nombre Serafino.
En un mundo en el que la ley es impotente, Furio aprende pronto a hacer justicia por mano propia, defendiendo a sí mismo y a los desfavorecidos. Estas características, mejor definidas y perfeccionadas por Bonelli, serán los ingrendientes del éxito de su personaje más popular, Tex.
Durante la Segunda Guerra Mundial, el personaje llevó un uniforme de soldado, asumiendo tonos propagandísticos. En la posguerra, en cambio, fue dotado de un antifaz tomando el nombre de Furio Mascherato (Furio Enmascarado).